# Georges Rolland (homme politique)
Pour les articles homonymes, voir Georges Rolland et Rolland.
Georges Rolland, né le 5 mars 1907 à Saint-Bonnet-de-Salers (Cantal) et mort le 14 juillet 1977 à Mauriac (Cantal), est un homme politique français.

## Biographie
Notaire à Mauriac, Georges Rolland s'engage en politique après la seconde guerre mondiale. Candidat sur la liste soutenue par le Parti paysan d'union sociale et menée par Camille Laurens, député sortant, en novembre 1946, il n'est pas élu.
Entré au conseil municipal de Mauriac en 1947, siégeant dans l'opposition à la municipalité de gauche, il est de nouveau candidat aux législatives de 1951, sur la liste de Laurens, soutenue par le CNI.
Du fait de l'apparentement de cette liste avec celles du MRP, des radicaux et de l'UDSR, les trois candidats du CNI sont élus, et Georges Rolland devient député.
Son travail parlementaire est essentiellement centré sur les domaines qu'il maîtrise professionnellement, et n'intervient presque pas en séance. Il est surtout le porte parole des notables locaux favorables à la réouverture de la ligne de train Bort-Eygurande, mais ne parvient pas à faire aboutir le projet.
Malgré son soutien indéfectible  à Camille Laurens dans ses affrontements, internes au petit parti paysan, avec Paul Antier, Rolland ne se voit pas proposer de figurer de nouveau sur la liste de droite pour les législatives de 1956.
Il abandonne alors la vie politique.

## Détail des fonctions et des mandats
Mandat parlementaire
- 17 juin 1951 - 1er décembre 1955 : Député du Cantal